# Dariusz Kwaśnik
Dariusz Kwaśnik (ur. 4 maja 1964) – polski aktor. Wystąpił w filmie Karol. Papież, który pozostał człowiekiem, gdzie zagrał arcybiskupa Stanisława Dziwisza.

## Filmografia
- 2009: Popiełuszko. Wolność jest w nas, jako Jarek
- 2006: Karol. Papież, który pozostał człowiekiem, jako arcybiskup Stanisław Dziwisz
- 2005: Parę osób, mały czas, jako pracownik domu kultury
- 2004: Vinci, jako profesor ASP
- 2004: Mój Nikifor, jako radiowiec
- 2004: Trzeci, jako lekarz
- 2000: Nieznana opowieść wigilijna, jako Biluś

## Gościnnie
- 2017: Belle Epoque, jako ksiądz Adam, (odc. 1, 9, 10)
- 2014: Na dobre i na złe, jako Henryk Olech, ojciec Pauli (odc. 561)
- 2012: Prawo Agaty, jako sędzia (odc. 8)
- 2012: Na Wspólnej, jako lekarz (odc. 1425, 1428, 1430)
- 2011–2012: Barwy szczęścia, jako Majewski, prezes wydawnictwa (odc. 671, 690, 693, 702, 713, 715, 718, 720, 722, 726, 734, 738, 752, 753, 765, 766, 774, 785, 809, 814, 821)
- 2011: Ojciec Mateusz jako ojciec, (odc. 90)
- 2009–2013: Popiełuszko. Wolność jest w nas, jako Jarek
- 2008: Daleko od noszy, jako pacjent (odc. 163)
- 2006: Egzamin z życia, jak przedstawiciel zarządu firmy z Krakowa (odc. 58)
- 2005: Magda M., jako Borzęcki (odc. 8, 15)
- 2004: Oficer, jako ksiądz na pogrzebie Paska (odc. 5)
- 2002–2010: Samo życie, jako ksiądz
- 2002: Szpital na perypetiach, jako pacjent Józef Ingol (odc. 12)